# Powrózka rudoszyjka
Powrózka rudoszyjka, porostnica krasnoszyjka (Atolmis rubricollis) – gatunek motyla z rodziny mrocznicowatych (Erebidae) i podrodziny niedźwiedziówkowatych (Arctiinae).

♂
♂ △
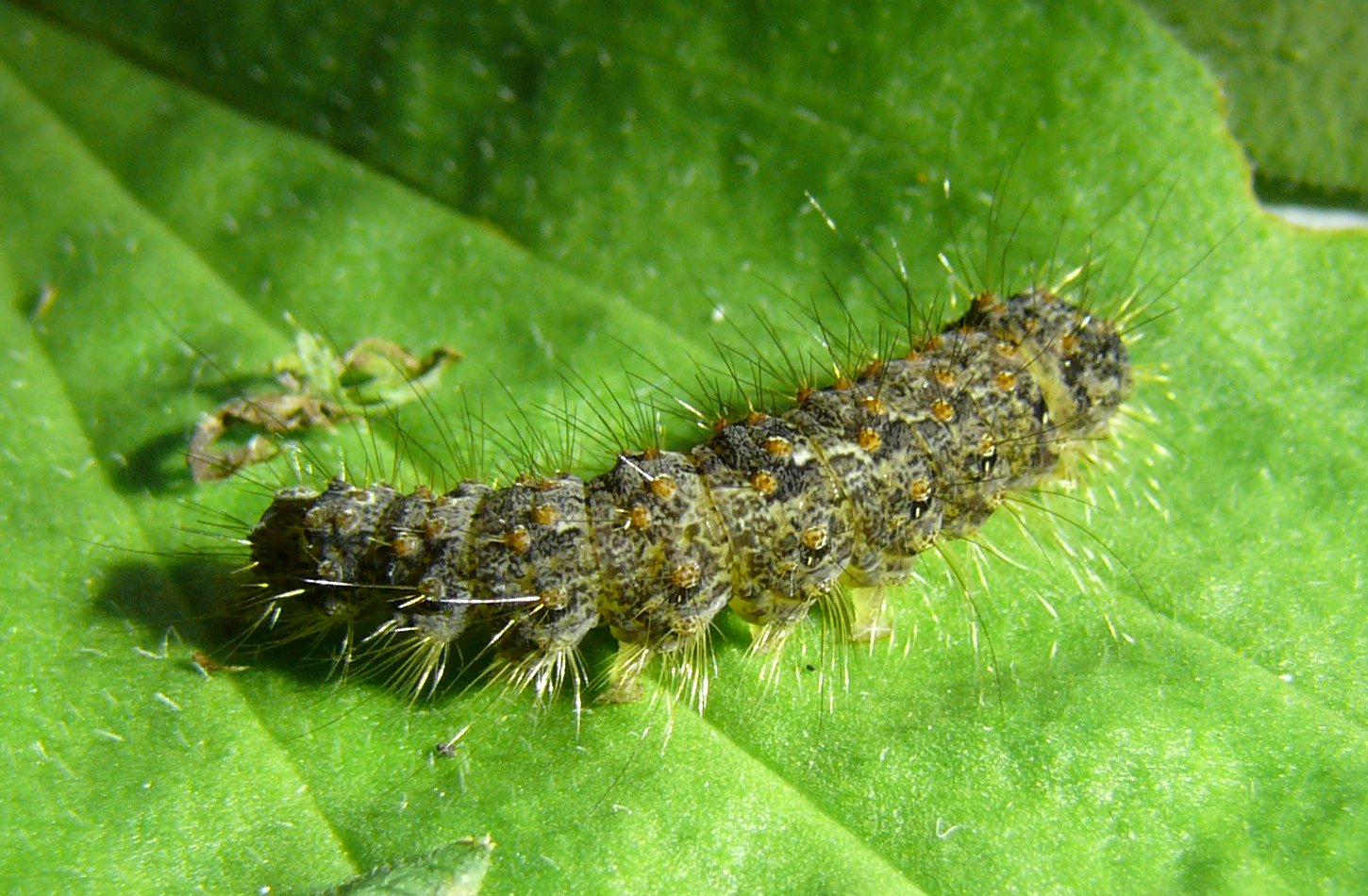
Gąsienica

WyglądRozpiętość skrzydeł wynosi 25-35 mm. Zarówno przednie, jak i tylne skrzydła mają kolor jednolity – od ciemnobrązowego do niemal czarnego. Za głową znajduje się wyraźnie odcinający się barwą pierścień w kolorze od pomarańczowego do jaskrawoczerwonego. Dolna i tylna część odwłoka są żółte.
WystępowanieJest pospolity w całej niemal Europie. Występuje zarówno w lasach liściastych, jak i iglastych (także w lasach bagiennych), na bagnach, w ogrodach, sadach i na polach uprawnych, jeśli tylko występują na nich, choćby z rzadka drzewa. Aktywny jest głównie w nocy, jednak dość często można go spotkać także w dzień. Często otworzy wielkie roje latające głównie wokół wierzchołków drzew. W nocy licznie zlatuje się do źródeł światła.
RozwójGąsienica ma jaskrawożółty kolor i szare plamki. Żeruje na porostach, zarówno na gałęziach drzew liściastych, jak i iglastych. Późną jesienią przeobraża się w zimującą poczwarkę.